# Alva (entreprise)
 (mars 2025).

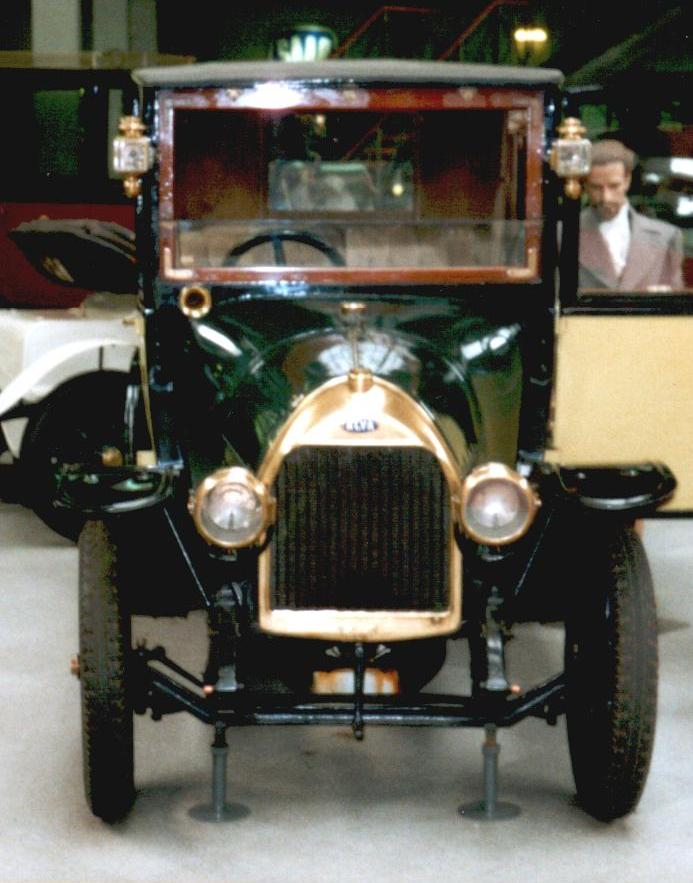
Alva 1913.

Alva est une marque française de voitures fabriquées de 1913 à 1923 par Automobiles Alva, à Courbevoie, dans le département de la Seine,
Certaines voitures de la gamme sont équipées de moteurs 4 cylindres fabriqués par SCAP, tandis que d'autres ont des moteurs allant de 1,5 à 2,2 litres de cylindrée. Elles sont de conception conventionnelle, à l'exception des freins aux 4 roues Perrot introduits en 1921 et de certains modèles équipés d'un moteur à arbres à cames en tête.